# Војно министарство Руске Империје
Војно министарство Руске Империје (рус. Военное министерство Российской Империи) је било министарство одговорно за војну управу у Руској Империји.

## 1802—1836.
Министарство је основано 1802. под именом Министарство војно-копнених снага (рус. Министерство военно-сухопутных сил). Војни колегијум је постао саставни део министарства. Министарство је 1815. преименовано у Војно министарство.
Закон о министарству војно-копнених снага је донесен 1812. године. На основу тог закона Војно министарство се састојало из сљедећих ресора: 
- артиљеријски, инжењерски, инспекторски, комесарски, медицински и судски департман (рус. Департамент);
- канцеларија министарства;
- посебне установе — војно-школски комитет, војно-топографски депо и војна типографија.

Војно министарство је обједињавало све ресоре војне управе, осим војно-школских установа које су се налазиле у надлежности канцеларије царевића Константина Павловича. На челу Војног министарства се налазио војни министар (до 1808 — министар војно-копнених снага). Његова власт је била строго извршна. Сви важнији предмети су се разматрали у Савјету министра, који се састојао из директора департмана и чланова генералитета.
Уредба о управи војног департмана (рус. Положение об управлении военного департамента) је донесена 1815. године. Њом је образован Главни штаб Његовог императорског величанства. Штаб је био потчињен начелнику штаба, а његови чланови су били: војни министар и артиљеријски и инжењерски инспектори. Војни министар, потчињен начелнику Главног штаба, имао је само надлежност над економским ресором и комесарским и медицинским департманом. Артиљеријски и инжењерски инспектори одговарали су војном министру само за економске послове, а за све остале послове начелнику Главног штаба.

## 1836—1862.
Закон о Војном министарству је донесен 1836. године. Он је установио ново уређење Војног министарства.
Звање начелника Главног штаба Његовог императорског величанства је било укинуто. Поново је успостављен Војни савјет и Генерал-аудиторијат (највиши војни суд). Основане су канцеларије Војног министарства и Војно-ратна канцеларија.
Главни штаб Његовог императорског величанства за вријеме мира није имао никакву административну власт, а у ратно вријеме радио је по наредбама императора.
Власт војног министра се значајно проширила: он је био врховни руководилац свих војних ресора, и постао је једини референт (извјестилац) императору за све војне послове.
Дужност замјеника војног министра је уведена 1836. године. Замјеник војног министра је био истовремено начелник Војне ратне канцеларије Његовог императорског величанства. Дужност је постојала до 1861. године.

## 1862—1917.
Војно министарство је 1862. реформисано са циљем децентрализације и смањивања његовог сопственог састава. Реформе су се наставиле до 1866. године. Нови пропис о Војном министарству је донесен 1867, а Уредба о Војном министарству 1. јануара 1869. године.
Главни штаб Његовог императорског величанства је укинут 1865, али Императорски главни стан је наставио постојати. При Војном савјету образовано је 5 главних комитета: војно-болнички, војно-затворски, војно-школски, војно-кодификациони и комитет за уређење и образовање војске.
Из департмана генералштаба и инспекторског одјељења генералштаба и војног школског комитета је образован Главни штаб. Артиљеријски департман, штаб главног артиљеријског генерала и артиљеријско одјељење војно-школског комитета су чинили Главну артиљеријску управу. Инжењерски департман, штаб генерал-инспектора и инжењерско одјељење војног школског комитета су чинили нову Главну инжењерску управу. Комесарски департман је сједињен са Главном интендантском управом. Године 1863. у Штаб Његовог императорског величанства је уведен главни начелник војно-школских установа. Са министарством су сједињени универзитети војног надлештва под називом Управа главног начелника војно-школских установа. Генерал-аудиторијат је реформисан у Главни војни суд. Медицински департман је преименован у Главну војно-медицинску управу, а аудиторијатски департман у Главну војно-судску управу, а управа нерегуларних војска у Главну управу козачких војска.